# Вернер Мелцер
Вернен Мелцер (на немски: Werner Melzer, роден на 2 май 1954) е бивш германски футболист.
Мелцер играе от 1974 до 1986 г. 374 пъти (31 гола) за Кайзерслаутерн и с това си постижение държи рекорда за най-много мачове с червената фланелка на „червените дяволи“ в Първа Бундеслига. Сред другите му успехи са и два финала за Купата на Германия през 1976 и 1981 г. Родният отбор на Вернер Мелцер е ФК Клаузен, с който футболистът успява да достигне полуфинал за германското първенство за аматьори през 1974 г.
След приключването на активната си състезателна кариера Мелцер работи като треньор и помощник-треньор. В Кайзерслаутерн той ръководи аматьорския отбор. По-късно е помощник на Клаус Топмьолер в Саарбрюкен и Хамбург.